# Torpedo panthera
Torpedo panthera là một loài cá trong họ Torpedinidae. Nó được tìm thấy ở Djibouti, Ai Cập, Eritrea, Ấn Độ, Iran, Oman, Pakistan, Ả Rập Xê Út, Somalia, Sudan, và Yemen. Môi trường sinh sống tự nhiên của nó là các vùng biển mở.

## Hình ảnh

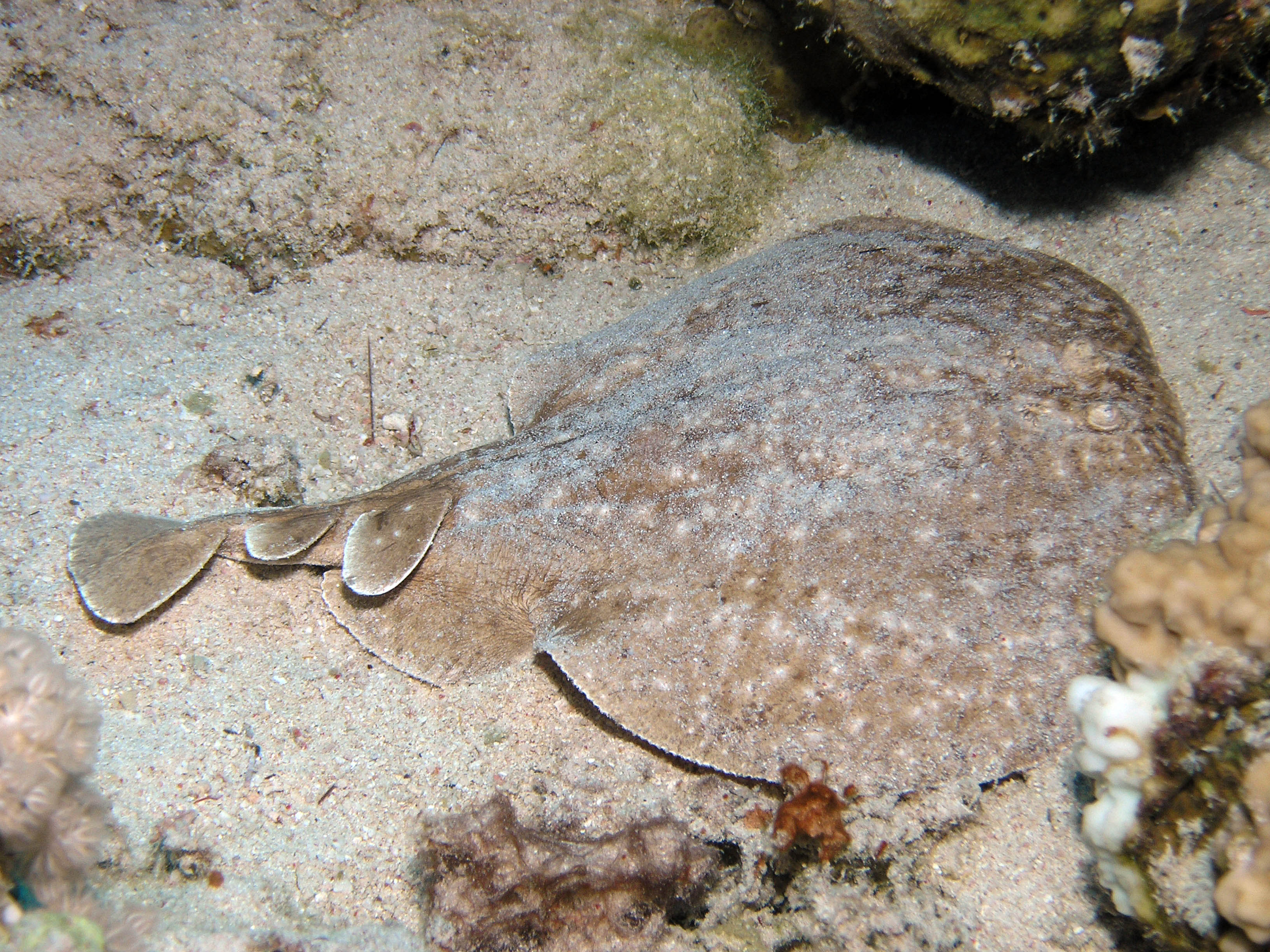
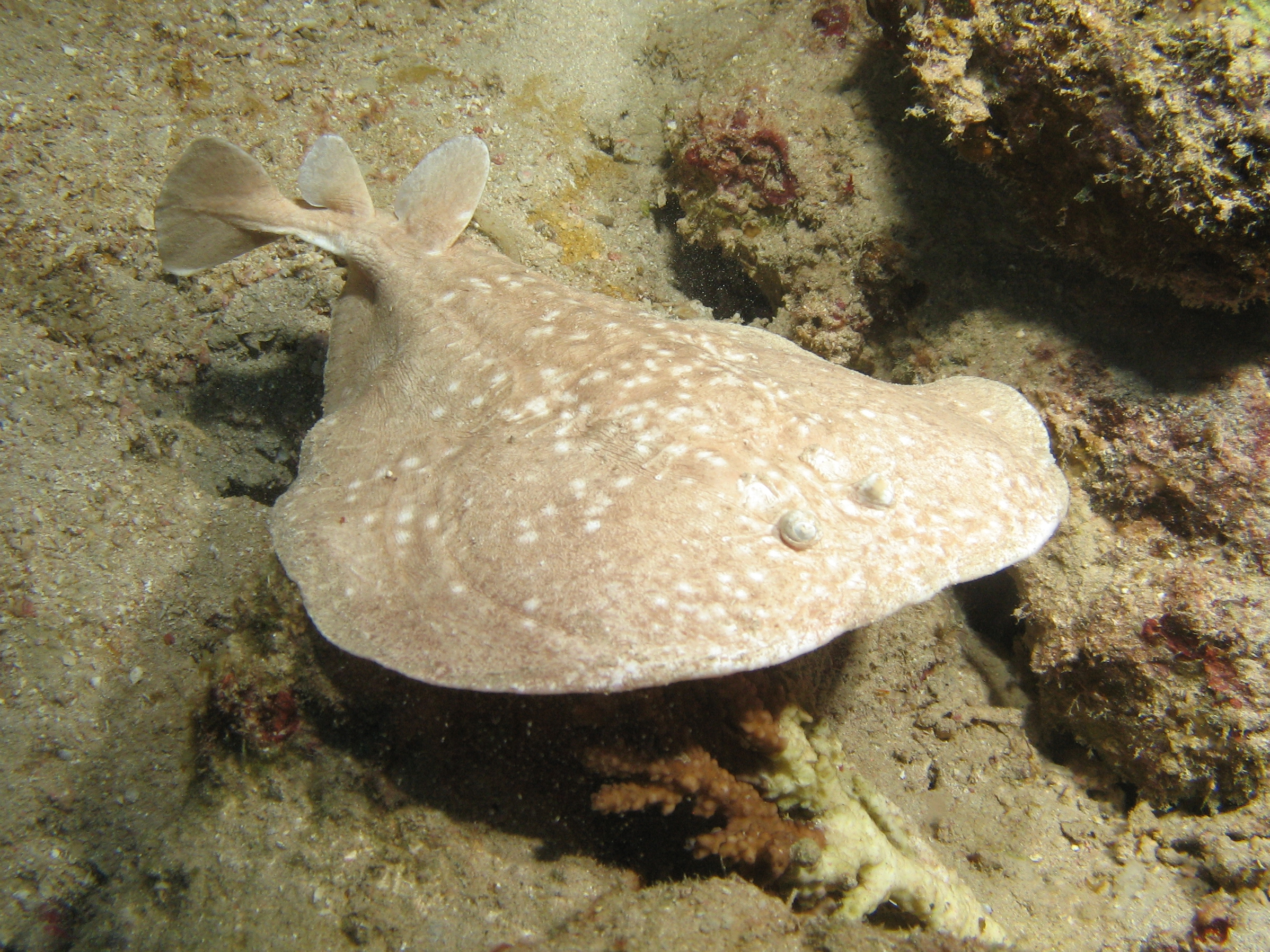
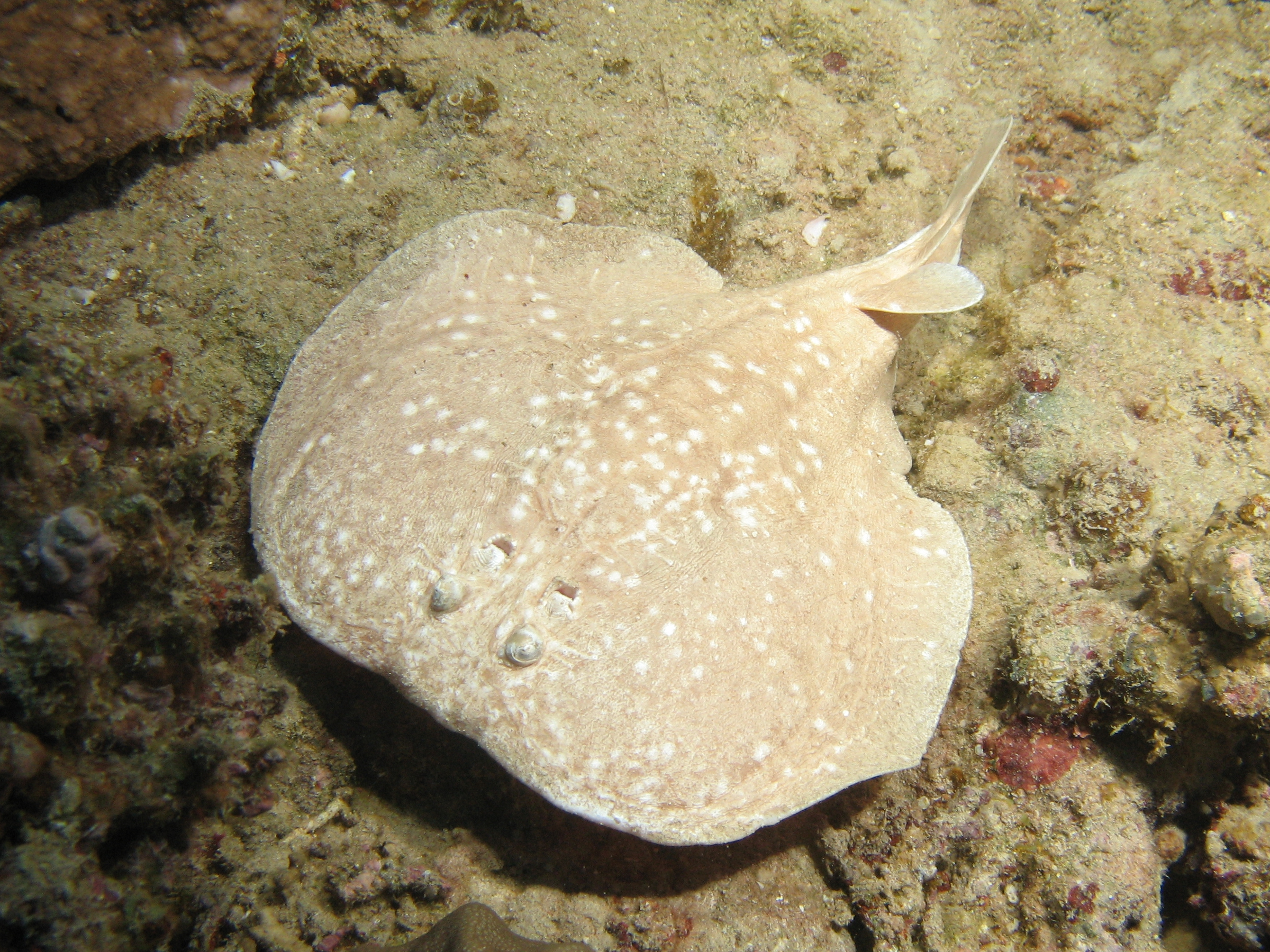